# استفان بچل جونیور
استفان بچل جونیور (انگلیسی: Stephen Bechtel Jr.؛ زادهٔ ۱۰ مهٔ ۱۹۲۵ - درگذشته ۱۵ مارس ۲۰۲۱) از اهالی کسب‌وکار اهل ایالات متحده آمریکا بود.
وی همچنین برندهٔ جوایزی همچون مدال ملی فناوری و نوآوری شده‌است.

## زندگی شخصی
بچل در ۱۹۴۶با همسرش الیزابت مید هوگان ازدواج کرد. این زوج دارای دو پسر و سه دختر شدند. پسرش ریلی بچل جانشین وی به عنوان رئیس و مدیر اجرایی شرکت بچل شد. وی به کوهنوردی و طبیعت علاقه‌مند بود و زمانی به قله اورست صعود کرده بود و همچنین در مسابقات جان مویل تریل یک مسیر ۲۱۱مایلی را طی کرده‌است.
بچل در ۱۵ مارس ۲۰۲۱در خانه خود در رستون، ویرجینیا درگذشت. او ۹۵سال داشت.